# Далекоисточни федерални округ
Далекоисточни федерални округ је један од осам федералних округа Русије.
Чини 36,4% површине Русије.
Трећа огромна азијска регија Руске Федерације, односно седма велика регија највеће земље свијета налази се на крајњем истоку државе. Далеки исток је највећа регија Русије са 6,9 милиона km², али са најмање становника, само 8 милиона. Тако ова регија чини више од 1/3 површине државе, али становништво мање од 5% укупног. Границе регије су Сјеверни ледени океан на сјеверу, Тихи океан на истоку, државне границе са Корејом, Кином и Монголијом на југу и развође Лене и Јенисеја (односно 108. меридијан и. г. д.) на истоку. Главни проблем ове огромне регије је сурова клима. Јануарске температуре се крећу од -13 C у Владивостоку до -50 C у Верхојанску.

## Федерални субјекти
| Далекоисточни федерални округ | Далекоисточни федерални округ | Далекоисточни федерални округ | Далекоисточни федерални округ |
| #                             | Застава                       | Федерални субјект             | Административни центар        |
| ----------------------------- | ----------------------------- | ----------------------------- | ----------------------------- |
| 1                             | Амурска област                | Амурска област                | Благовјешченск                |
| 2                             | Бурјатија                     | Република Бурјатија           | Улан Уде                      |
| 3                             | Јеврејска аутономна област    | Јеврејска аутономна област    | Биробиџан                     |
| 4                             | Забајкалска Покрајина         | Забајкалска Покрајина         | Чита                          |
| 5                             | Камчатска Покрајина           | Камчатска Покрајина           | Петропавловск Камчатски       |
| 6                             | Магаданска област             | Магаданска област             | Магадан                       |
| 7                             | Приморска Покрајина           | Приморска Покрајина           | Владивосток                   |
| 8                             | Јакутија                      | Република Саха (Јакутија)     | Јакутск                       |
| 9                             | Сахалинска област             | Сахалинска област             | Јужно-Сахалинск               |
| 10                            | Хабаровска Покрајина          | Хабаровска Покрајина          | Хабаровск                     |
| 11                            | Чукотка                       | Чукотски аутономни округ      | Анадир                        |